# Ciclo biológico de vida

Ciclo de vida de un mosquito. Un mosquito hembra adulto pone huevos que se desarrollan a través de varias etapas hasta la edad adulta. La reproducción completa y perpetúa el ciclo.

Un ciclo biológico de vida (o simplemente ciclo de vida cuando el contexto biológico es claro) es una sucesión de cambios de forma que sufre un organismo, volviendo al estado inicial. Es un período que incluye a todas las diferentes especies que, mediante la reproducción, ya sea a través de la reproducción asexual o sexual, generan organismos idénticos a partir de otros. 
Se trata de una sucesión de fases que componen la vida completa de un organismo vivo. Dichas fases incluyen el nacimiento (germinación en el caso de las plantas), el crecimiento, la alimentación, la reproducción y finalmente la muerte.
El concepto está estrechamente relacionado con los de historia de vida, desarrollo y ontogenia, pero difiere de ellos al enfatizar la renovación.
Los ciclos de vida que incluyen reproducción sexual implican etapas alternadas de haploidía (n) y diploidía (2n), es decir, está involucrado un cambio de ploidía. Para regresar de una etapa diploide a una etapa haploide, debe ocurrir la meiosis. En cuanto a los cambios de ploidía, existen tres tipos de ciclos:
- Ciclo de vida haplonte: la etapa haploide es multicelular y la etapa diploide es una sola célula, la meiosis es "cigótica".
- Ciclo de vida diplonte: la etapa diploide es multicelular y se forman gametos haploides, la meiosis es "gamética".
- Ciclo de vida haplodiplonte (también conocido como ciclo de vida diplohaplonte, diplobionte o dibionte): ocurren etapas multicelulares diploides y haploides, la meiosis es "espórica".

Los ciclos difieren en cuándo ocurre la mitosis (crecimiento). La meiosis cigótica y gamética tienen una etapa mitótica: la mitosis ocurre durante la fase n en la meiosis cigótica y durante la fase 2n en la meiosis gamética. Por lo tanto, las meiosis cigótica y gamética se denominan colectivamente "haplobiónticas" (fase mitótica única). Por otra parte, la meiosis espórica tiene mitosis en dos etapas, tanto la diploidía como la haploidía ("diplobióntica").[cita requerida]

## Historia
El estudio de la reproducción y el desarrollo de los organismos fue llevado a cabo por muchos botánicos y zoólogos.
Wilhelm Hofmeister demostró que la alternancia de generaciones es una característica que une a las plantas y publicó este resultado en 1851.
Algunos términos (haplobionte y diplobionte) utilizados para la descripción de los ciclos de vida fueron propuestos inicialmente para las algas por Nils Svedelius y luego se utilizaron para otros organismos. Karl Gottlieb Grell introdujo otros términos (autogamia y gamontogamia) utilizados en los ciclos de vida de los protistas. La descripción de los complejos ciclos de vida de varios organismos contribuyó a refutar las ideas de la generación espontánea en las décadas de 1840 y 1850.

## Ciclo de vida haplonte

Meiosis cigótica

Una meiosis cigótica es una meiosis de un cigoto inmediatamente después de la cariogamia, que es la fusión de dos núcleos celulares. De esta forma, el organismo finaliza su fase diploide y produce varias células haploides. Estas células se dividen mitóticamente para formar individuos multicelulares más grandes, o más células haploides. Dos tipos opuestos de gametos (p. ej., masculino y femenino) de estos individuos o células se fusionan para convertirse en un cigoto.
En todo el ciclo, los cigotos son la única célula diploide. La mitosis ocurre sólo en la fase haploide.
Los individuos o células como resultado de la mitosis son haplontes, de ahí que este ciclo de vida también se llame ciclo de vida haplonte. Son haplontes:
- En archaeplastidas: algunas algas verdes (p. ej., Chlamydomonas, Zygnema, Ghara)[8][9]
- En estramenopilos: algunas algas doradas[8][9]
- En alveolados: muchos dinoflagelados, como Ceratium, Gymnodinium, y algunos apicomplejos (por ejemplo, Plasmodium)[10]
- En rizarios: algunos euglifidos,[11] ascetosporeans
- En excavados: algunas parabasalidos[12]
- En amebozoos: Dictyostelium[8][9]
- En opistocontos: la mayoría de los hongos (algunos quítridos, Zygomycota, algunos ascomicetos, basidiomicetos)[8][9][13]

## Ciclo de vida diplonte

Meiosis gamética

En la meiosis gamética, en lugar de dividirse meióticamente inmediatamente para producir células haploides, el cigoto se divide mitóticamente para producir un individuo diploide multicelular o un grupo de más células diploides unicelulares. Luego, las células de los individuos diploides se someten a meiosis para producir células haploides o gametos. Las células haploides pueden dividirse nuevamente (por mitosis) para formar más células haploides, como en muchas levaduras, pero la fase haploide no es la fase predominante del ciclo de vida. En la mayoría de los diplontes, la mitosis ocurre sólo en la fase diploide, es decir, los gametos generalmente se forman rápidamente y se fusionan para producir cigotos diploides.[cita requerida]
En todo el ciclo, los gametos suelen ser las únicas células haploides y la mitosis suele ocurrir sólo en la fase diploide.
El individuo multicelular diploide es un diplonte, de ahí que la meiosis gamética también se denomine ciclo de vida diplonte. Son diplontes:
- En archaeplastidas: algunas algas verdes (p. ej., Cladophora glomerata,[14] Acetabularia[8][9])
- En estramenopilos: algunas algas pardas (en las Fucales, sin embargo, su ciclo de vida también puede interpretarse como fuertemente heteromórfico-diplohaplontico, con una fase de gametofito muy reducida, como en las plantas con flores),[15] algunas xantofitas (p. ej., Vaucheria),[16] la mayoría de las diatomeas,[12] algunos oomicetos (p. ej., Saprolegnia, Plasmopara viticola),[8][9] opalinas,[12] algunos heliozoos (p. ej., Actinophrys, Actinosphaerium)[12][17]
- En alveolados: cilióforos[12]
- En excavados: algunos parabasalidos
- En opistocontos: animales, algunos hongos (por ejemplo, algunos ascomicetos)[8][9]

## Ciclo de vida haplodiplonte

Meiosis espórica.

En la meiosis espórica (también conocida comúnmente como meiosis intermediaria), el cigoto se divide mitóticamente para producir un esporófito diploide multicelular. El esporófito crea esporas a través de la meiosis, las que luego también se dividen mitóticamente produciendo individuos haploides llamados gametófitos. Los gametófitos producen gametos por mitosis. En algunas plantas, el gametófito no sólo es de tamaño pequeño, sino también de vida corta; en otras plantas y muchas algas, el gametofito es la etapa "dominante" del ciclo de vida.[cita requerida]
Son haplodiplontes:
- En archaeplastidas: algas rojas (que tienen dos generaciones de esporofitos), algunas algas verdes (p. ej., Ulva), plantas terrestres[8][9]
- En estramenopilos: la mayoría de las algas pardas[8][9]
- En rizarios: muchos foraminíferos,[12] plasmodiophoromycetes[8][9]
- En amebozoos: mixogastridos
- En opistocontos: algunos hongos (algunos quítridos, algunos ascomicetos como la levadura de cerveza)[8][9]
- Otros eucariotas: haptofitas[12]

Algunos animales tienen un sistema de determinación del sexo llamado haplodiploide, pero no está relacionado con el ciclo de vida haplodiplonte.

## Meiosis vegetativa
Algunas algas rojas (como Bonnemaisonia y Lemanea) y algas verdes (como Prasiola) tienen meiosis vegetativa, también llamada meiosis somática, que es un fenómeno poco común. La meiosis vegetativa puede ocurrir en ciclos de vida haplodiplontes y también diplontes. Los gametofitos permanecen adheridos al esporofito y forman parte de él. Las células diploides vegetativas (no reproductivas) sufren meiosis, generando células haploides vegetativas. Estos sufren muchas mitosis y producen gametos.
Un fenómeno diferente, llamado diploidización vegetativa, un tipo de apomixis, ocurre en algunas algas pardas (por ejemplo, Elachista stellaris). Las células de una parte haploide de la planta duplican espontáneamente sus cromosomas para producir tejido diploide.

## Ciclo de vida parasitario
Los parásitos dependen de la explotación de uno o más huéspedes. Se dice que aquellos que deben infectar a más de una especie huésped para completar su ciclo de vida tienen ciclos de vida complejos o indirectos. La Dirofilaria immitis tiene, por ejemplo, un ciclo de vida indirecto. Las microfilarias primero deben ser ingeridas por una hembra de mosquito, donde se desarrollan hasta convertirse en larvas infectivas. Luego, el mosquito pica a un animal y transmite las larvas infecciosas al animal, donde migran al tronco pulmonar y maduran hasta convertirse en adultos.
Aquellos parásitos que infectan a una sola especie tienen ciclos de vida directos. Un ejemplo de parásito con un ciclo de vida directo es el Ancylostoma caninum. Se desarrollan hasta la etapa larvaria infecciosa en el medio ambiente, luego penetran directamente en la piel del perro y maduran hasta convertirse en adultos en el intestino delgado.
Si un parásito tiene que infectar a un huésped determinado para poder completar su ciclo de vida, entonces se dice que es un parásito obligado de ese huésped. A veces, la infección es facultativa: el parásito puede sobrevivir y completar su ciclo de vida sin infectar a esa especie huésped en particular. Los parásitos a veces infectan a huéspedes en los que no pueden completar sus ciclos de vida; estos son huéspedes accidentales.
Un huésped en el que los parásitos se reproducen sexualmente se conoce como huésped definitivo, final o primario. En los huéspedes intermediarios, los parásitos no se reproducen o lo hacen de forma asexual, pero el parásito siempre se desarrolla a una nueva etapa en este tipo de huésped. En algunos casos, un parásito infectará a un huésped, pero no experimentará ningún desarrollo; estos huéspedes se conocen como huéspedes paraténicos o de transporte. El huésped paraténico puede ser útil para aumentar las posibilidades de que el parásito se transmita al huésped definitivo. Por ejemplo, el Aelurostrongylus abstrusus utiliza una babosa o un caracol como huésped intermediario; la larva del primer estadio ingresa al molusco y se desarrolla hasta convertirse en la larva del tercer estadio, que es infecciosa para el huésped definitivo: el gato. Si un ratón se come la babosa, la larva del tercer estadio entrará en los tejidos del ratón, pero no experimentará ningún desarrollo.[cita requerida]

## Evolución
El tipo primitivo de ciclo de vida probablemente tenía individuos haploides con reproducción asexual. Las bacterias y arqueas exhiben un ciclo de vida como este, y algunos eucariotas aparentemente también lo hacen (p. ej., Cryptophyta, Choanoflagellata, muchos Euglenozoa, muchos Amoebozoa, algunas algas rojas, algunas algas verdes, los hongos imperfectos, algunos rotíferos y muchos otros grupos, no necesariamente haploides). Sin embargo, estos eucariotas probablemente no sean primitivamente asexuales, sino que hayan perdido su reproducción sexual o simplemente no se haya observado todavía. Muchos eucariotas (incluidos animales y plantas) exhiben reproducción asexual, que puede ser facultativa u obligada en el ciclo de vida, y la reproducción sexual ocurre con mayor o menos frecuencia.
Los organismos individuales que participan en un ciclo de vida biológico normalmente envejecen y mueren, mientras que las células de estos organismos que conectan generaciones sucesivas del ciclo de vida (células de la línea germinal y sus descendientes) son potencialmente inmortales. La base de esta diferencia es un problema fundamental en biología. El biólogo e historiador ruso Zhores Medvedev consideró que la precisión de los sistemas de replicación del genoma y otros sistemas sintéticos por sí solos no pueden explicar la inmortalidad de las líneas germinales. Más bien, Medvedev pensó que las características conocidas de la bioquímica y la genética de la reproducción sexual indican la presencia de procesos únicos de mantenimiento y restauración de información en la etapa gametogénesis del ciclo de vida biológico. En particular, Medvedev consideró que las oportunidades más importantes para el mantenimiento de la información de las células germinales se crean mediante la recombinación durante la meiosis y la reparación del ADN; los vio como procesos dentro de las células de la línea germinal que eran capaces de restaurar la integridad del ADN y los cromosomas de los tipos de daño que causan el envejecimiento irreversible en las células que no son de la línea germinal, como las células somáticas.
La ascendencia de cada célula actual presumiblemente se remonta, en un linaje ininterrumpido durante más de 3 mil millones de años, al origen de la vida. En realidad, no son las células las que son inmortales, sino los linajes celulares multigeneracionales. La inmortalidad de un linaje celular depende del mantenimiento del potencial de división celular. Este potencial puede perderse en cualquier linaje particular debido al daño celular, diferenciación terminal como ocurre en las células nerviosas, o muerte celular programada (apoptosis) durante el desarrollo. El mantenimiento del potencial de división celular del ciclo de vida biológico a lo largo de generaciones sucesivas depende de evitar y reparar con precisión el daño celular, particularmente el daño al ADN. En los organismos sexuales, la continuidad de la línea germinal a lo largo de generaciones sucesivas del ciclo celular depende de la efectividad de los procesos para evitar daños al ADN y reparar los daños que ocurren en el ADN. Los procesos sexuales en los eucariotas brindan una oportunidad para la reparación efectiva de los daños del ADN en la línea germinal mediante la recombinación homóloga.